# ドロテア・マリア・フォン・アンハルト
ドロテア・マリア・フォン・アンハルト（Dorothea Maria von Anhalt, 1574年7月2日 - 1617年7月18日）は、ザクセン＝ヴァイマル公ヨハン2世 (en) の妃。
アンハルト侯ヨアヒム・エルンストと2度目の妃エレオノーレ・フォン・ヴュルテンベルクの第3子としてデッサウで生まれた。
1593年1月、アルテンブルクでヨハン2世と結婚し、12人の子をもうけた。
- ヨハン・エルンスト（en, 1594年 - 1626年） - ザクセン＝ヴァイマル公
- クリスティアン・ヴィルヘルム（1595年）
- フリードリヒ（de, 1596年 - 1622年） - ザクセン＝ヴァイマル公
- ヨハン（1597年 - 1604年）
- ヴィルヘルム（en, 1598年 - 1662年） - ザクセン＝ヴァイマル公
- ヴィルヘルムの双子の兄弟（1598年） - 夭逝
- アルブレヒト（en, 1595年 - 1644年） - ザクセン＝アイゼナハ公
- ヨハン・フリードリヒ（de, 1600年 - 1628年）
- エルンスト（en, 1601年 - 1675年） - ザクセン＝ゴータ＝アルテンブルク公
- ベルンハルト（1604年 - 1639年）
- ヨハンナ（1608年 - 1609年）

1617年、ドロテア・マリアは乗馬中の事故で重傷を負い、そのまま死亡した。